# Església Gurjaani Kvelatsminda
L'església Gurjaani Kvelatsminda de la Dormició de la Mare de Déu (en georgià: გურჯაანის ყველაწმინდა, literalment: 'el més sagrat de Gurjaani') és una església ortodoxa georgiana construïda en el segle viii o ix, durant el «període de transició» en l'arquitectura georgiana medieval. Es troba a la ciutat de Gurjaani, a la regió de Kakhètia, la més oriental de Geòrgia. Està declarada com un dels Monuments Culturals destacats de Geòrgia.

## Situació
La petita ciutat de Gurjaani es troba a uns 35 quilòmetres al sud-est de Telavi, a la carretera cap a Tbilisi. A l'extrem sud del llogaret, surt una carretera asfaltada ampla cap al sud-est i finalitza després de 2,2 quilòmetres al vessant de la muntanya Gomboris Kedi, en un estacionament amb un edifici de recepció (de finals del 2012). Des d'allà, camp a través, es pot veure la vasta plana per on flueix el riu Alazani. Des de la porta de l'estacionament, un camí de grava de 200 metres condueix a l'església, que és una clariana envoltada per un dens bosc caducifoli.

## Arquitectura històrica

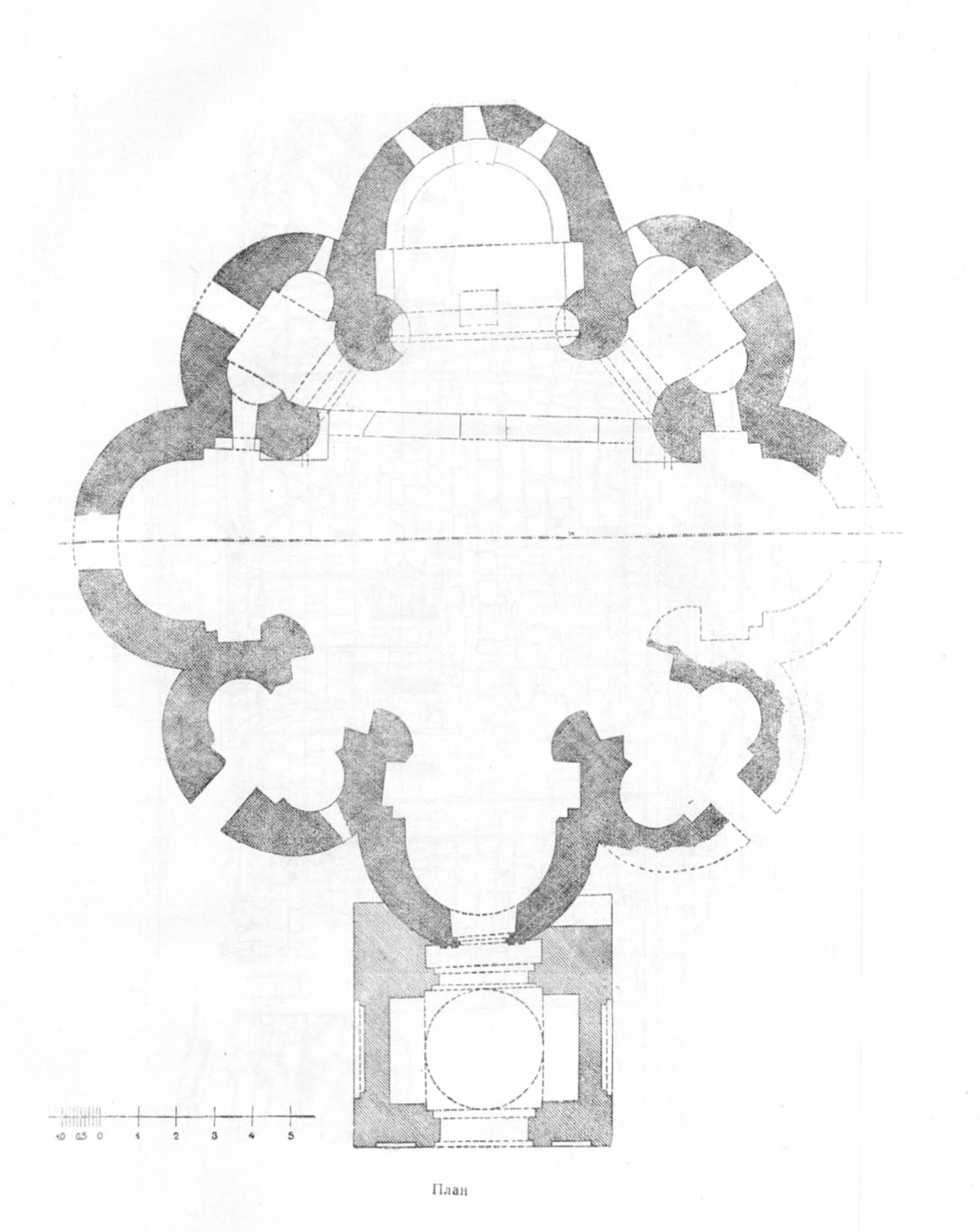
Plànol de la catedral de Ninotsminda

A la primera fase, des del segle V fins al VII, es va desenvolupar un estil arquitectònic clàssic a Geòrgia després d'un començament amb esglésies i plantes de saló orientades longitudinalment, en què predominaven les esglésies de creu inscrita. A més a més, van sorgir formes especials, com la catedral de Bana d'església rodona (avui a l'est de Turquia), amb els quatre nínxols semicirculars com la catedral de Ninotsminda. En una fusió dels dos estils principals de construcció, els edificis de planta central a l'oest van rebre una sala d'oració allargada en el patró basilical. En el context dels monestirs, les plantes de tres naus, desconegudes fora de Geòrgia, van representar els edificis monacals entre els segles VII i X.
A mitjan segle vii, els àrabs musulmans van envair el sud del Caucas després de prolongades batalles i van fundar l'Emirat de Tblissi en el cor de Geòrgia al segle següent. Els àrabs estaven principalment interessats en l'explotació econòmica, per tant, la cultura cristiana va poder desenvolupar-se en gran part sense pertorbacions. Fora de la limitada esfera d'influència de l'emirat, els principats independents es van fer més forts al llarg de les vores de l'àrea d'assentament de Geòrgia en els segles VIII i IX. El monacat georgià ortodox, influït per l'arquitectura cristiana, es va desenvolupar especialment en aquests nous principats. Els monjos practicaven una influència cultural especial al costat de la regió de Kakhètia, al Principat de Bagràtida, al sud-oest, on van fundar a partir del segle viii diversos monestirs pel príncep Asoci I d'Ibèria. A començaments del segle ix, Artanudji va ser la residència d'un gran imperi. Entre els principats políticament independents, especialment a Kakhètia i Bagràtida, les forces creatives es van posar a experimentar amb noves formes d'arquitectura dintre del període de la història de l'art designat com a fase de transició.

## Descripció

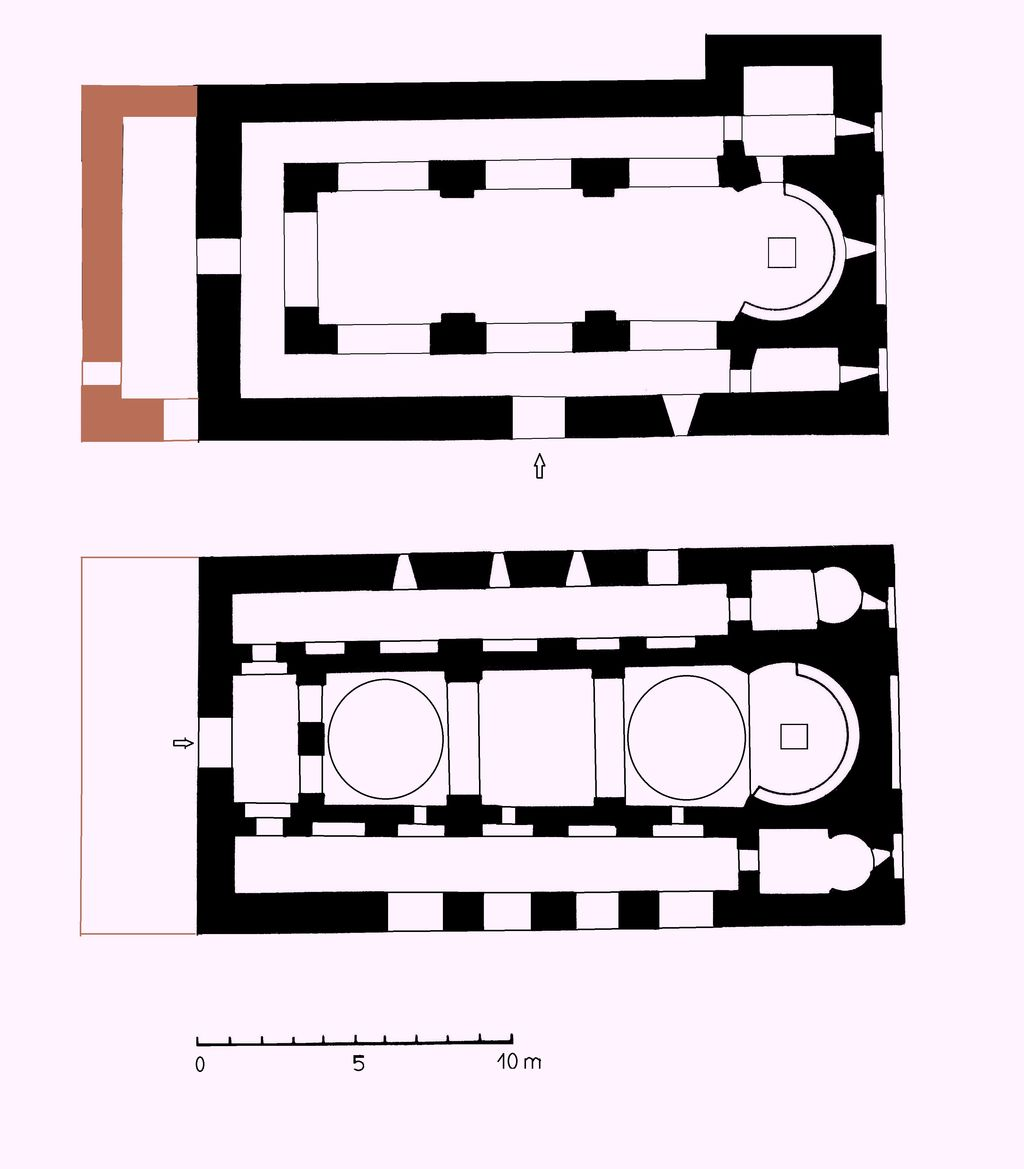
Planta baixa i primer pis de l'església Gurjaani

L'església Gurjaani és l'únic exemple existent d'un disseny d'església amb dues cúpules al territori de Geòrgia. És de planta basilical de tres naus amb una forma bàsica rectangular de 24,5 metres de longitud i 10 metres d'amplada. L'alçada lliure del vèrtex voltat és de 10,5 metres i fins a les puntes de la cúpula d'uns 13,5 metres; la cúpula oest és lleugerament més alta que la cúpula oriental. La nau central és aproximadament dues vegades més ampla que els passadissos laterals i acaba a l'est en un gran absis, que forma un cercle de tres quarts (en forma de ferradura). A la planta baixa, l'absis està flanquejat amb sales laterals rectangulars de diferents mides. En aquesta planta baixa, els passadissos laterals s'obren amb tres grans buits arcats cadascú, amb àpexs lleugerament punxeguts en la nau. D'acord amb el principi de la basílica de tres naus, els passadissos estan connectats per un pas a l'oest. L'entrada és al centre de la paret sud.

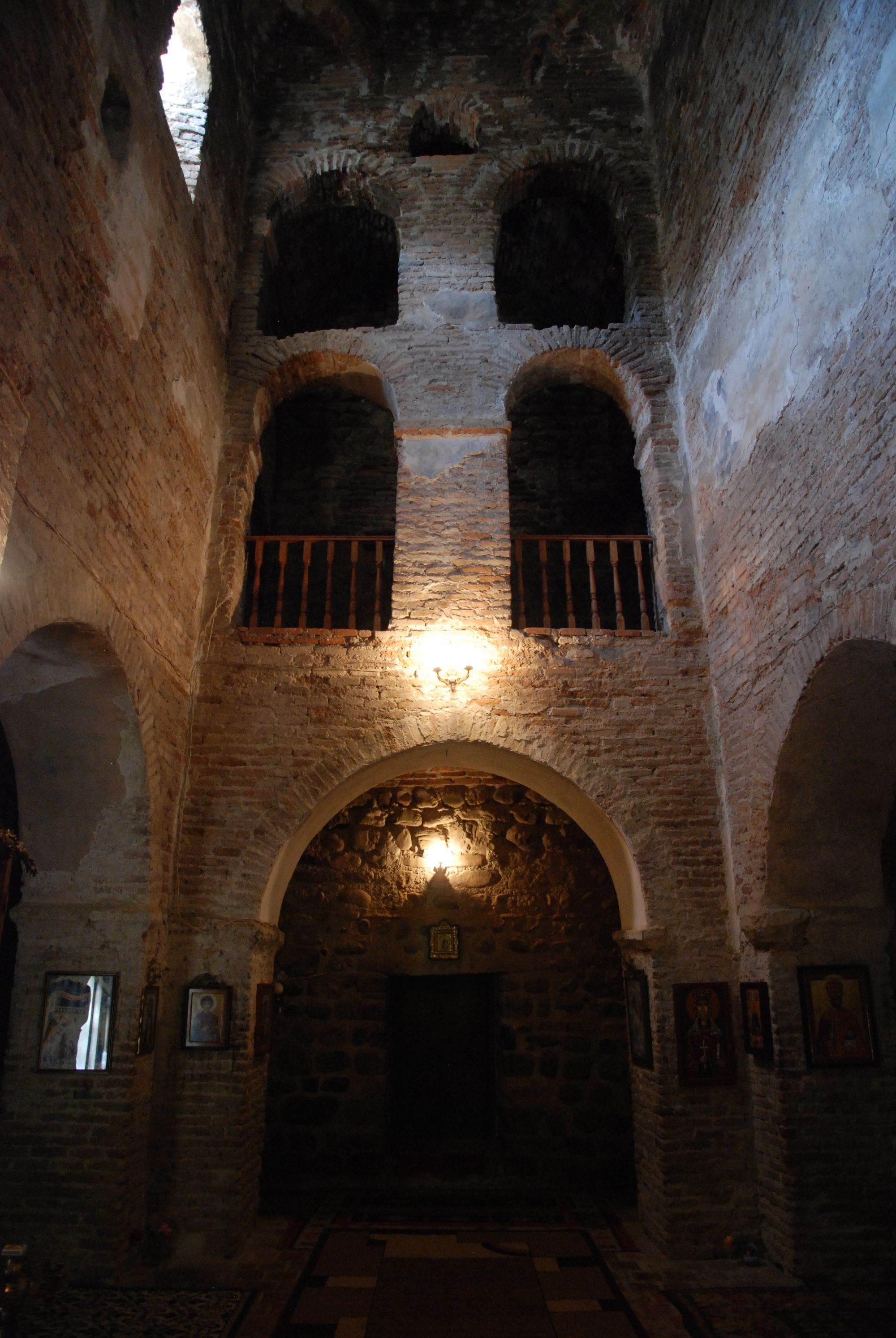
Mur oest interior

Al pis superior dividit alhora en dos pisos sobre els passadissos laterals i el mur de l'oest, els passadissos acaben a l'oest en sales de cors rectangulars amb absis igualment en forma de ferradura. Inusual és la secció transversal de la nau per dos arcs faixons, que subdivideixen el sostre en tres parts quadrades. A l'est de la volta de canó central, sobre l'altar i adjacent al nàrtex a l'oest, n'hi ha tambors octogonals amb cúpules rodones. La transició del quadrat a la forma bàsica es realitza a través de trompes. La forma distintiva de les cúpules és la seva posició sobre un pis de claristori; encara que té un efecte formatiu a l'exterior, la impressió d'espai a l'interior de la nau central tot just influeix en les cúpules. Els passadissos superiors estan separats per parets tancades de la nau central. La barreja de fornícules en les particions dels passadissos superiors alleugereix la construcció de la nau que es troba sota; no s'obren posteriorment les obertures de les finestres. Per tant, el pis superior correspon a una planta de basílica de tres naus, en què les naus estan separades en l'espai i connectades únicament per uns passos a la part occidental. Aproximadament en tota l'amplada de l'arc rodó de la nau al costat oest hi ha dues arcades dobles una damunt l'altra. El seu disseny sembla arcaic i podria haver-se realitzat un model semblant a l'església del Redemptor de Zromi, construïda en la primera meitat del segle VII. Aquest és, per tant, un enllaç en el desenvolupament de l'arquitectura de l'església georgiana i es remunta als models romans d'Orient urbans.

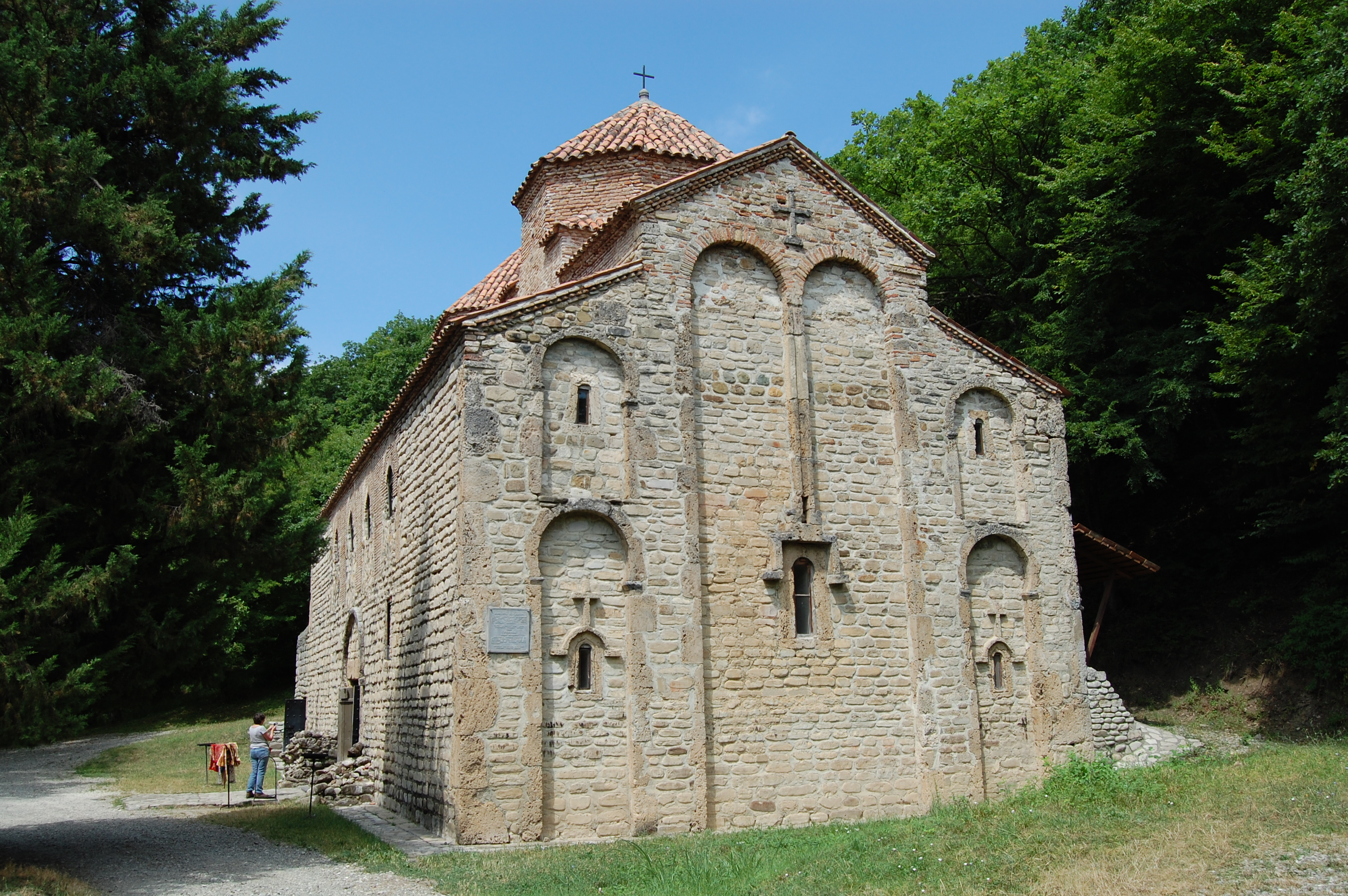
Part est exterior
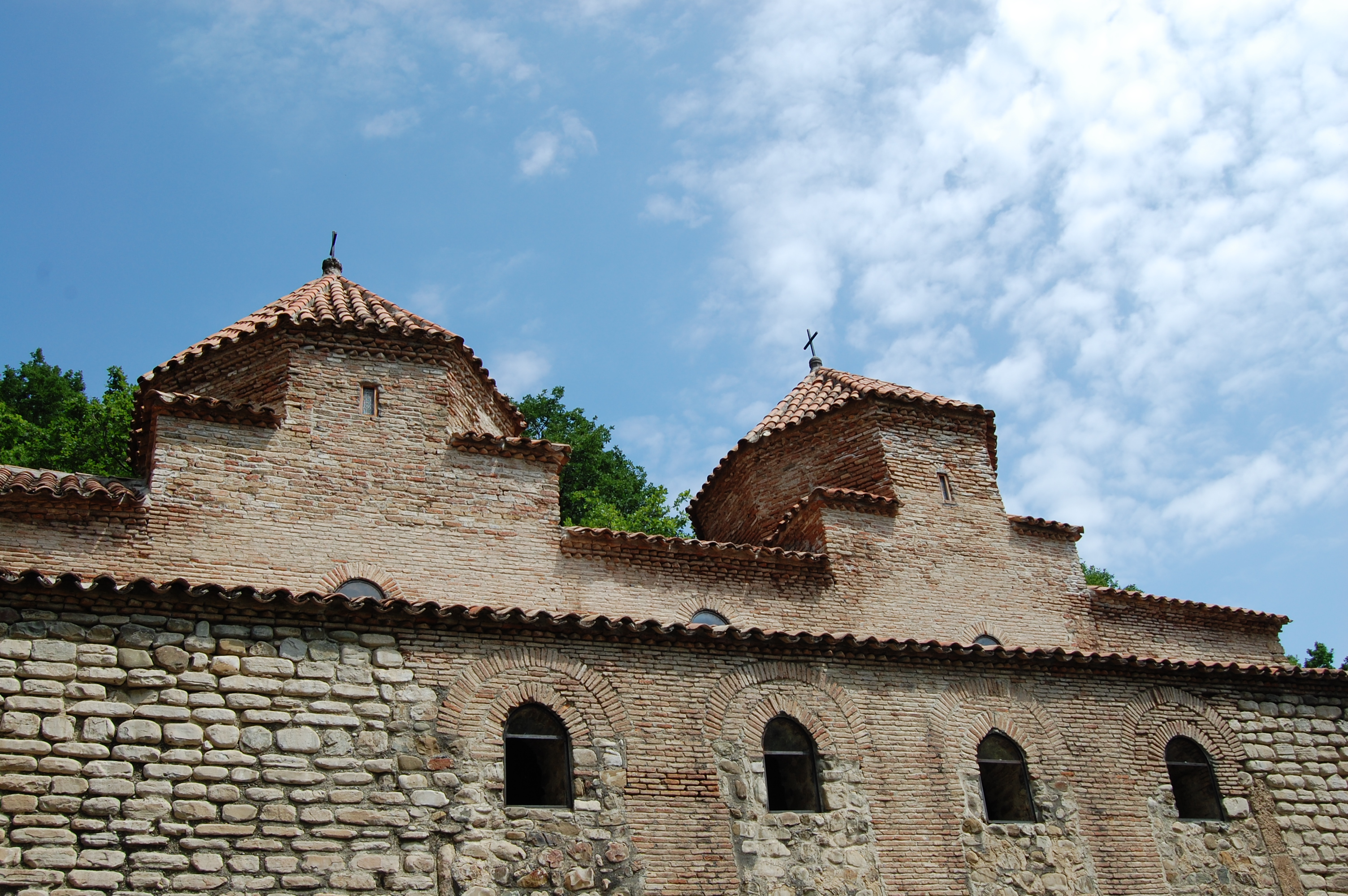
Part superior sud exterior
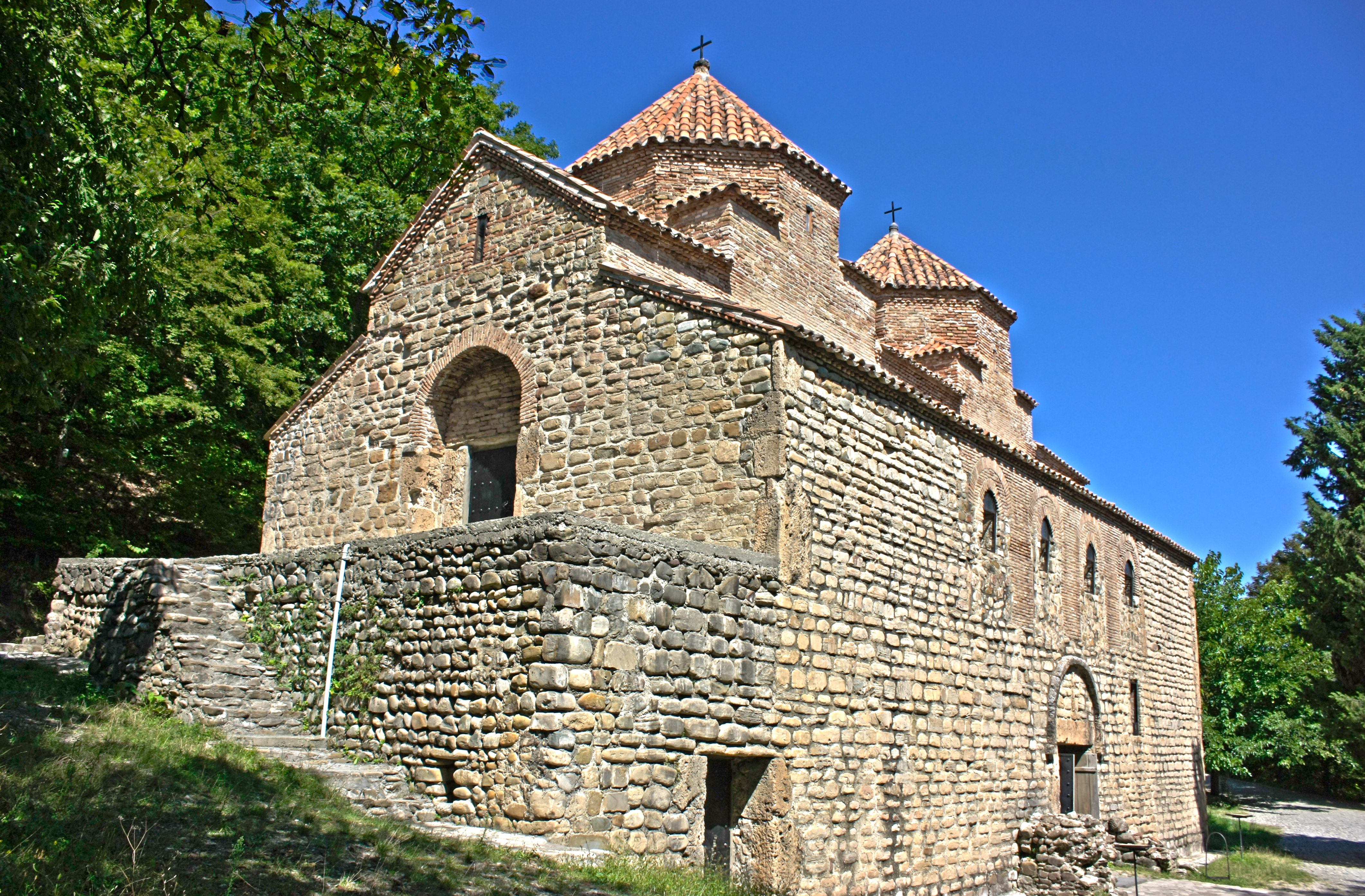
Part occidental exterior

Està construïda principalment amb línies rectes de llambordins; les cantonades i decoracions estan fetes amb peces quadrades de pedra tosca i els arcs, voltes i pilars, de maó. L'església és un disseny complex: algunes parts s'organitzen com a estructures de dos pisos.
Al segle xvii, les invasions perses i les incursions de Dagestani a l'àrea van provocar l'abandonament dels serveis religiosos, que no es reprendrien fins a 1822. Tanmateix, el 1845, el clericat de Gurjaani es va mudar al monestir Khirsa i l'església Kvelatsminda va ser novament abandonada. Al 1938, les autoritats georgianes van netejar l'àrea de l'església i la van restaurar com a monument històric. Altres treballs de conservació es van portar a terme en 2010.